# Relaciones Cuba-Fiyi
Las relaciones Cuba-Fiyi se refiere a las relaciones bilaterales entre Cuba y Fiyi.
El embajador de Fiyi en las Naciones Unidas, Berenado Vunibobo, declaró en 2008 que su país podría buscar relaciones más cercanas con Cuba, y en particular la asistencia médica, después de un declive en las relaciones entre Nueva Zelanda y Fiji.
En 2010, el sucesor de Vunibobo, Peter Thomson, visitó Cuba, donde habló sobre "áreas de cooperación en el campo médico" con las autoridades cubanas. Esta visita se produjo en el intento de Fiji de ampliar sus relaciones diplomáticas, tras una caída con Australia y Nueva Zelanda a raíz del golpe de Estado 2006 de Fiji.
En septiembre de 2010, por primera vez, Fiji envió a cuatro estudiantes a estudiar medicina en la Escuela Latinoamericana de Medicina (Cuba) en Cuba, con una beca de siete años proporcionada por el gobierno cubano . Cuba también otorgó cuatro nuevas becas a Fiyi para el año siguiente.